# Bonne de Pons d'Heudicourt
Bonne de Pons d'Heudicourt (1644 – 24. ledna 1709) byla francouzská dvorní dáma, známá hlavně jako milenka Ludvíka XIV. Přezdívalo se jí La Grande Louve (velká vlčice) po jejím manželovi, který byl královým mistrem v lovu vlků.

## Život

### Mládí
Bonne de Pons se narodila v Poitou jako dcera šlechtice Ponse de Pons a Elisabeth de Puyrigauld. Její bratranec byl manželem Madame de Montespan, nejvýraznější milenky krále Ludvíka XIV.
Původně pocházela z protestantské rodiny, ale konvertovala ke katolické církvi spolu se svou sestrou Marií Alžbětou. Bylo to na popud jejich strýce Césara Phoebuse d'Albret, který chtěl pro své neteře zajistit výhodnější sňatky. Její sestra byla provdána, ona sama ale díky své kráse byla určena královskému dvoru. Nejdříve byla pod ochranou svého strýce věnována jako dvorní dáma královu bratru, orleánskému vévodovi. V roce 1661 se poté stala dvorní dámou královny.

### Vztah s Ludvíkem XIV.
U dvora si začala románek se samotným králem Ludvíkem XIV. Bylo to během doby, kdy udržoval poměr s Louise de La Vallière. Její románek byl krátkodobý a nikdy se nestala oficiální metresou. Poté, co se o vztahu dozvěděl její strýc, byla z dvora odvolána, oficiálně kvůli jeho zdraví. Následující léta strávila jako hosteska v domě svého strýce v Paříži. Zde se seznámila s Madame de Maintenon. Saint-Simon ji popsal ve svých vzpomínkách a zmínil také pomluvu o jejím mileneckém poměru s vlastním strýcem.
V roce 1666 ji její strýc provdal za Michela III. de Sublet, markýze d'Heudicourt. Během manželství porodila čtyři děti. V roce 1668 jí bylo povoleno vrátit se ke královskému dvoru, jelikož její manžel sloužil králi. Její milostný vztah s králem se však již neobnovil, v té době již intimně žil s manželkou jejího bratrance, Madame de Montespan.

### Exil a pozdější život
Jako příbuzná Madame de Montespan, královy hlavní milenky, a osobní přítelkyně Madame de Maintenon, věděla o všech králových nemanželských dětech a to i o těch, ke kterým se nepřiznal. V roce 1672 o dětech, které má král s Madame de Montespan, promluvila. To zapříčinilo, že byla ze dvora vyhnána i se svým manželem do zámku v Normandii.
V roce 1676 jí byl povolen návrat na žádost Madame de Maintenon. Po jejím návratu ji Saint-Simon popsal jako ne už krásnou ženu, měla potíže s chůzí, avšak stále byla vtipná a sympatická. Své přátelství s Madame de Maintenon obnovila a ta ji až do své smrti na dvoře hlídala a chránila.